# 怪盗アトム小僧
『怪盗アトム小僧』（かいとうアトムこぞう）は2016年7月25日にTOKYO MXで放送されたテレビドラマ。

## あらすじ
時は2018年、二回目の東京オリンピックを再来年に控え、世界中がテロに経済不況に戦争難民にと激動を迎えている時代、ニッポンの有り様は今と変わらぬ情けなさ。繰り返さるるは強行採決と問責決議の毎日、されどニッポン国民は相変わらずの無関心。何一つまともに議論もされない世の中のあるスーパーマーケットに現れた怪盗アトム小僧とその子分たち。マーケットの商品を勝手に計測してゆく。嶋田唯人、澤田ひとみ、松田智恵、峯田慎二の大学生4人は定食屋でその計測器を手に入れる。その計測器には「測定したいものを念じれば何でも50回まで測る事が出来、測定ポイントが100万ポイント貯まれば豪華景品を差し上げよう」と書かれていた。

## 登場人物
- 嶋田唯人 - 赤間直哉
- 澤田ひとみ - 大河原恵
- 松田智恵 - 水島麻理奈
- 峯田慎二 - 前村将大
- 矢野正樹 - 鹿野浩明
- 藤岡駿人 - 日高秀
- 義賊アトム小僧 - 染谷修司
- 義賊コバルト小僧 - 金子明史
- 義賊ウランお嬢 - 瀬戸優香
- 河本義男 - 黒澤吉彦
- インタビュアー宮尾聖子 - 二木智耶子
- バカップル・竹中花子 - 伊東満里菜
- バカップル・北川大輔 - 小松甲斐
- スーパーの店員・森 - 大庭亮律
- 万引きGメン・坂上 - 堀内菜々子
- 客・高木 - 佐藤ザンス
- 客・志村 - 松崎真衣
- 客・荒井 - 羽場麻理菜
- 客・加藤 - 田嶋希望
- 客・鈴木 - 金子ひろみ
- スーツの男・田辺 - 服部仲孝
- スーツの男・窪田 - 木下卓也
- スーツの男・清水 - 前田祐樹
- スーツの男・村田 - 森岡健太
- スーツの男・三井 - 八木澤明弘
- 人質・浦田 - 太田直人
- 人質・伊藤 - 今村直輝
- 捕まる主婦・木村佳恵 - 富田育世
- 捕まる主婦・石野恵子 - 浅井千聖
- スーパーの店員・佐藤 - 後藤ひろみ
- スーパーの店員・鈴木 - 森谷勇太
- 万引きGメン・萩本 - 安亜希子
- 定食屋の女将 - 田山由起
- 定食屋の主人 - 岡村洋一
- 怪盗コバルト小僧 - 高坂和弘
- 怪盗ウランお嬢 - 北嶋マミ
- 怪盗アトム小僧 - びびこ

## スタッフ
- 監督 - 細野辰興
- プロデューサー - 今津雄一
- 原作 - 細野辰興
- 脚本 - 細野辰興・有馬達之介
- アシスタントプロデューサー - 布施善久・松浦紀昇
- 助監督 - 有馬達之介
- 企画・制作著作 - 株式会社ロータスエンターテインメント